# Dubravka Ugrešić
Dubravka Ugrešić (pronunție în română: Ugreșici; n. 27 martie 1949, Kutina, cantonul Sisak-Moslavina, Croația – d. 17 martie 2023, Amsterdam, Țările de Jos) a fost o scriitoare croată.

## Date biografice
Ugrešić s-a născut în localitatea Kutina, în apropiere de Zagreb, capitala actuală a Croației. Mama ei este originară din Burgas (Bulgaria).
A studiat Literatură Comparată, precum și Limba și Literatura Rusă la Universitatea din Zagreb. In 1991, când razboiul a izbucnit pe teritoriul fostei Iugoslavii, Ugrešić a adoptat o poziție anti-naționalistă și s-a declarat, în consecință, și împotriva războiului. Criticând aspru naționalismul (atat pe cel sârb, cat și pe cel croat) și războiul sângeros intre foștii conaționali, Ugrešić a fost ostracizată și supusă unei adevărate campanii de persecuție de către presa autohtonă. Părăsește teritoriul Croației in 1993, pentru a se stabili în Olanda și apoi pe teritoriul Americii, primele experiențe trăite acolo fiind redate în lucrarea "My American Fictionary". Ugrešić a continuat să scrie și după începerea vieții în exil. 
Ulterior, a locuit și a profesat la Amsterdam. A colaborat cu diverse publicații europene (printre care se numără și săptămânalul german Die Zeit). Ocazional, a ținut cursuri la universități americane și europene. Cărțile ei au fost traduse în mai mult de 20 de limbi și au fost distinse cu nenumărate premii literare europene.

## Literatura și statutul scriitorului
Ugrešić consideră că literatura nu ar trebui pusă în slujba unui partid sau a unei mișcări politice, ci să se poată dezvolta liber. Cu alte cuvinte, este vorba despre o concepție asupra literaturii de tipul „artă pentru artă“. În „My American Fictionary“, Ugrešić constată că cei mai mulți scriitori de proveniență est-europeană se lovesc de anumite așteptări în privința conținutului cărților lor. Datorită conflictelor politice din Balcani, se așteaptă ca literatura lor să trateze în primul rând teme de actualitate, istorice și politice. Astfel, scriitorilor nu le mai este permis să scrie „literatură pură“ și să se lase ghidați de criterii în primul rând estetice.

## Opera
Publicații în limba română 
Romane
- Ministerul durerii (croată: Ministarstvo boli). București: Polirom 2010.
- Muzeul capitulării necondiționate (original: Muzej bezuvjetne predaje). Trad. de Octavia Nedelcu, București: Editura Niculescu 2005.

 Publicații în limba engleză 
Romane
- Karaoke Culture (trad. David Williams). University of Rochester: Open Letter Books 2011.
- Baba Yaga Laid An Egg (trad. Ellen Elias-Bursac, Celia Hawkesworth, Mark Thompson). Edinburgh: Canongate 2009; New York: Grove Press 2010.
- The Ministry of Pain (trad. Michael Henry Heim). London: Saqi 2005; New York: Ecco Press 2006.
- Lend Me Your Character (trad. Celia Hawkesworth and Michael Henry Heim). Dalkey Archive Press 2004.
- The Museum of Unconditional Surrender (trad. Celia Hawkesworth). London: Weidenfeld&Nicolson 1998; New York: New Directions 1999.

Eseuri
- Nobody’s Home (trad. Ellen Elias-Bursac). London: Telegram/Saqi 2007; Open Letter Books, University of Rochester 2008.
- The Culture of Lies (trad. Celia Hawkesworth). London: Weidenfeld&Nicolson 1998; The Penn State University Press 1998.
- Thank You For Not Reading (trad. de Celia Hawkesworth și Damion Searls). Dalkey Archive Press 2003.
- Have A Nice Day: From the Balkan War to the American Dream (trad. de Celia Hawkesworth). London: Jonathan Cape 1994; New York: Viking Penguin 1995.
- Fording the Stream of Consciousness (trad. de Michael Henry Heim). London: Virago Press l991; Northwestern University Press 1993.
- In the Jaws of Life (trad. de Celia Hawkesworth și Michael Henry Heim). London: Virago Press l992; In the Jaws of Life and Other Stories. Northwestern University Press 1993.

 Traduceri 
- Boris Pilnjak, Gola godina, Mećava (din limba rusă în limba croată).
- Daniil Harms, Nule i ništice (din limba rusă în limba croată).